# پرس جفت‌گیری
پرس جفت‌گیری (به انگلیسی: Mating Press) یک پوزیشن جنسی است که معمولاً در آن مرد با شدت به سمت پایین و به سوی زن فشار می‌آورد، و گاهی پاهای زن را به پایین یا دور سرش نگه می‌دارد. هرچند این عمل در کشورهای مختلف انجام شده است، اما بیشتر به فرهنگ جنسی ژاپن مربوط می‌شود که این اصطلاح در آنجا ایجاد شده و این عمل رواج پیدا کرده است.

## ریشه‌شناسی
این نام از واژهٔ ژاپنی 種付けプレス گرفته شده است که از دو بخش "tanetsuke" (種付け) به معنی "جفت‌گیری" و "puresu" (プレス) که همان واژهٔ انگلیسی "press" (فشار) به خط کاتاکانا است، تشکیل شده است. این واژه اولین بار توسط مانگاکا (طراح مانگا) به نام تاکاتسو کیتا ابداع شد.

## عمل
این کار در طول تاریخ و در کشورهای مختلف به شکل‌های گوناگون انجام شده است، هرچند نامی برای آن وجود نداشته است. پس از آن، این کار و نام آن بیشتر با ژاپن ارتباط پیدا کرده و ژاپن به رواج آن کمک کرده است. این نام به دلیل محبوبیت هنتای و پورنوگرافی ژاپنی خارج از ژاپن نیز شناخته شده است. ابتدا این واژه بیشتر در مانگاهای پورنوگرافی به کار می‌رفت و سپس به پورنوگرافی واقعی گسترش یافت. این واژه در خارج از ژاپن به عنوان یک میم اینترنتی استفاده می‌شد، اما به مرور زمان در صنعت پورنوگرافی خارج از ژاپن نیز رایج شد.